# Turnia Długosza

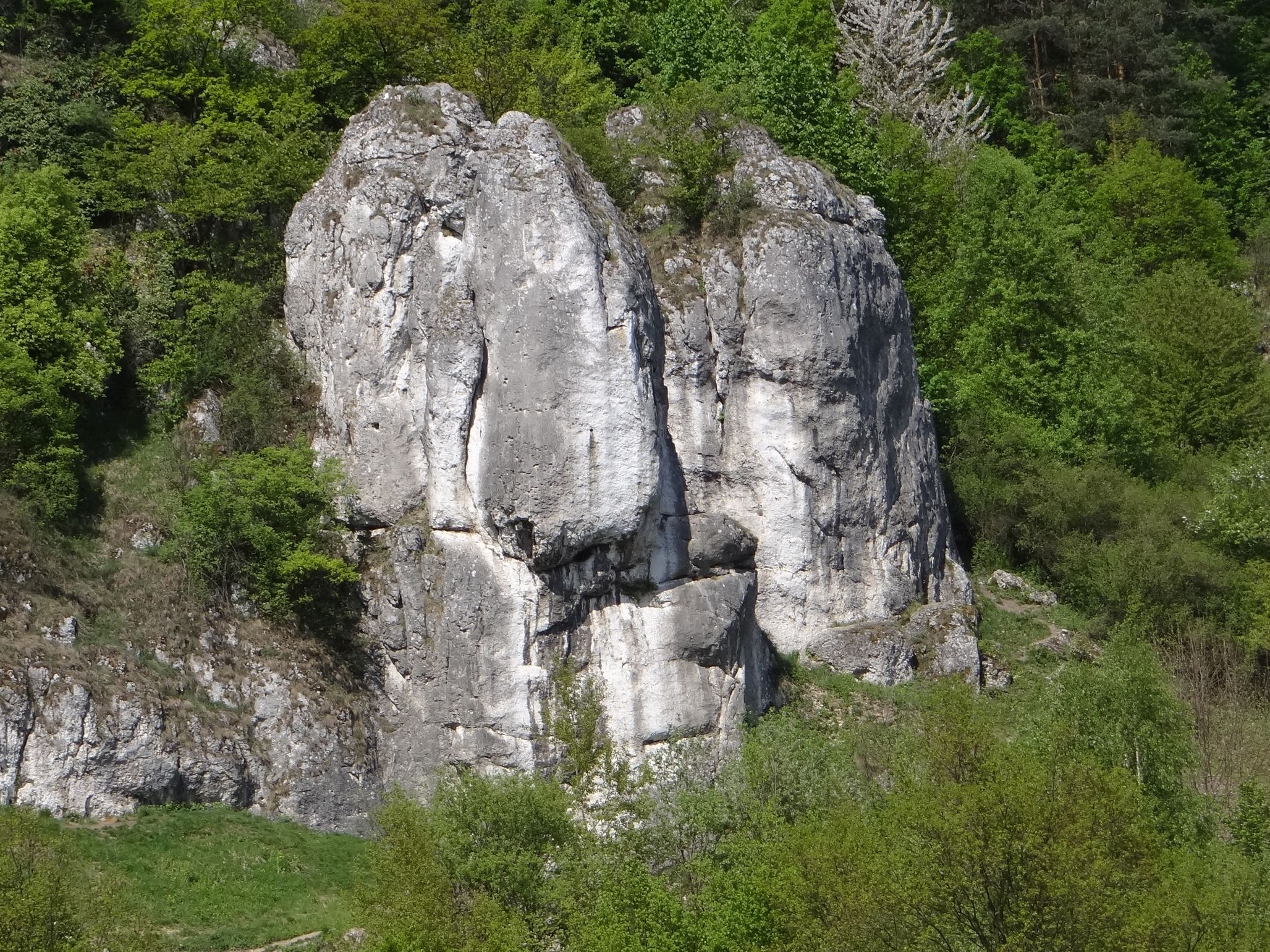
Zjazdowa Turnia i Turnia Długosza (po prawej)

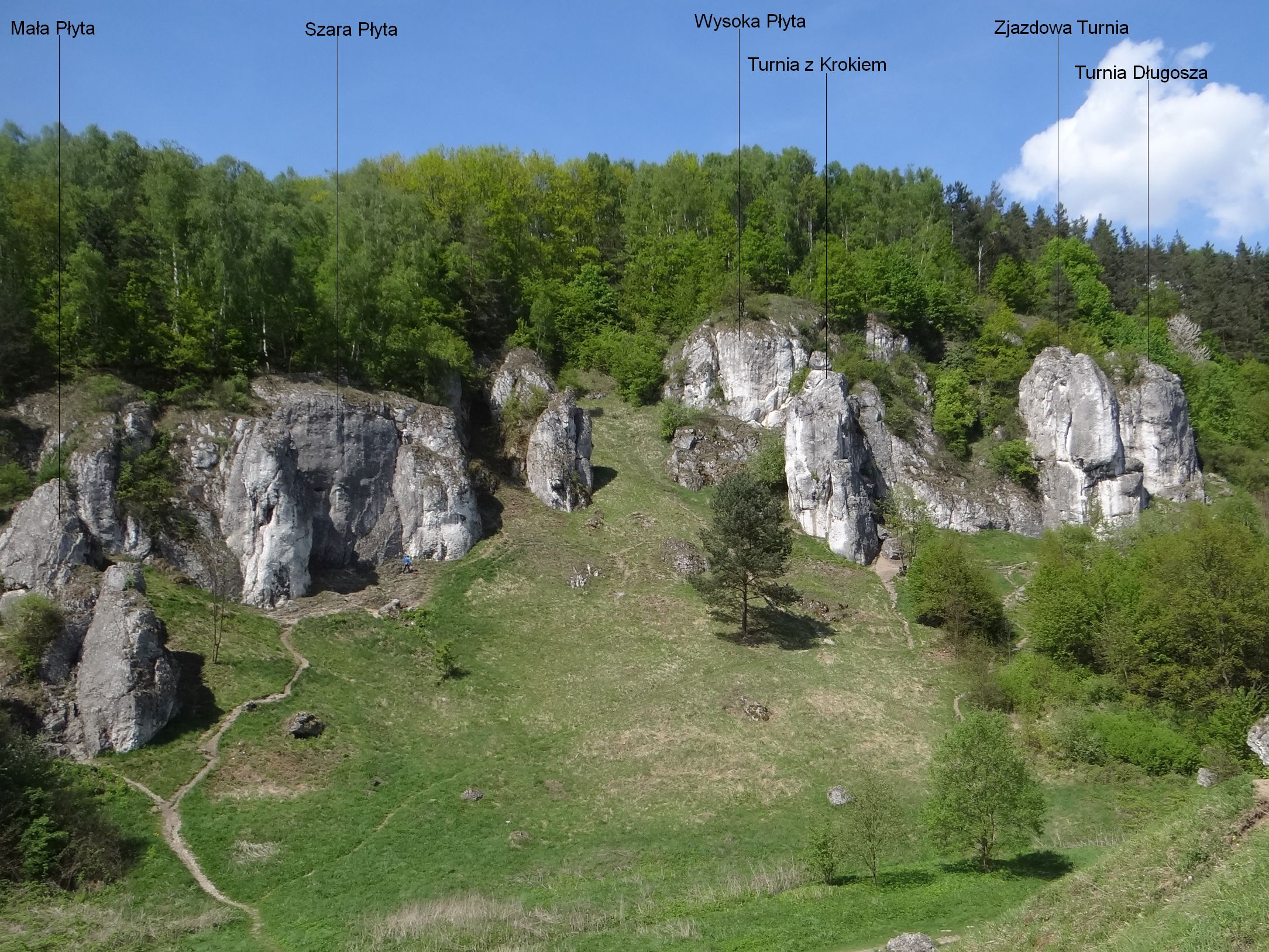
Położenie Turni Długosza

Turnia Długosza – skała w Dolinie Kobylańskiej na Wyżynie Olkuskiej w miejscowości Kobylany, w gminie Zabierzów, powiecie krakowskim, województwie małopolskim. Znajduje się w dolnej części orograficznie prawych zboczy doliny, tuż po północno-wschodniej stronie Zjazdowej Turni.
Dolina Kobylańska jest jednym z najbardziej popularnych terenów wspinaczki skalnej. Skały posiadają dobrą asekurację. Zbudowana z wapieni Turnia Długosza znajduje się na terenie otwartym. Ma wysokość 10–15 m i pionowe lub przewieszone ściany. Są w nich takie formacje skalne jak filar, komin i zacięcie. Przez wspinaczy skalnych zaliczana jest do Grupy Zjazdowej Turni. Wspinacze poprowadzili na niej 16 dróg wspinaczkowych o trudności od IV+ do VI.6 w skali Kurtyki. Mają wystawę południową lub południowo-wschodnią. Niemal wszystkie mają zamontowane punkty asekuracyjne: ringi (r), haki (h), stanowisko zjazdowe (st) lub ring zjazdowy (rz).
W bezimiennej skale po północnej stronie Turni Długosza znajduje się schronisko Dziupla w Skałach za Długoszem.

## Drogi wspinaczkowe
1. Wizje pasjonata; VI.2, 4s + st, 10 m
2. Rysa Browna; VI.1+, 5r + st, 10 m
3. Pojebany w słońcu; VI.3+, 6r + st, 15 m
4. Turek w łazience; VI.6, 8r + st, 14 m
5. Łaźnia turecka; VI.5, 8r + st, 15 m
6. Kaplica, Przyjacielu!; VI.5+, 7r + st, 15 m
7. Pojedynek w słońcu; VI.4, 5r + st, 15 m
8. Pół palca wprost; VI.3, 6r + st, 15 m
9. Płytka Myszkowskiego: VI.1+, 6r + st, 15 m
10. Rysa DŁugosza; V, 8r + ST, 15 m
11. Prawa płytka Myszkowskiego; VI.2, 5r + rz, 15 m
12. Filarek Sasa; VI.1, 5r + st, 15
13. Mein kant; VI.1+, 4r + st, 15 m
14. Kominek Bały; IV+, 1h, 12 m
15. Filarek Koguta; IV+, st, 12 m
16. Ścianka Koguta; IV+, 3r + st, 11 m[3].